# Comella aurifera
Comella aurifera is een vlinder uit de familie van de Callidulidae. De wetenschappelijke naam van de soort is voor het eerst geldig gepubliceerd door Bethune- Baker.